# Isländischer Fußballpokal der Männer 1986
Der isländische Fußballpokal 1986 war die 27. Austragung des isländischen Pokalwettbewerbs der Männer. Pokalsieger wurde ÍA Akranes. Das Team setzte sich im Finale am 31. August 1986 im Laugardalsvöllur von Reykjavík gegen Titelverteidiger Fram Reykjavík durch. ÍA Akranes qualifizierte sich damit für den Europapokal der Pokalsieger.

## Modus
Die Begegnungen wurden in einem Spiel ausgetragen. In den ersten drei Runden nahmen Vereine ab der zweiten Liga abwärts teil. Die Mannschaften aus der ersten Liga starteten im Achtelfinale. Bei unentschiedenem Ausgang wurde das Spiel zunächst verlängert und gegebenenfalls durch Elfmeterschießen entschieden.

## 1. Runde
| Datum      |                         | Ergebnis |                      |
| ---------- | ----------------------- | -------- | -------------------- |
| 27.05.1986 | þróttur Norðfjörður     | 3:2      | Huginn Seyðisfjörður |
| 27.05.1986 | Leiknir Fáskrúðsfjörður | 0:3      | UMF Einherji         |
| 27.05.1986 | UMF Höfðstrendingur     | 0:1      | KS Siglufjarðar      |
| 27.05.1986 | Höttur Egilsstaðir      | 0:1      | Austri Eskifjörður   |
| 27.05.1986 | þróttur Reykjavík       | 5:1      | Leiknir Reykjavík    |
| 28.05.1986 | Hamar Hveragerði        | 4:3      | UMF Selfoss          |
| 28.05.1986 | Valur Reyðarfjörður     | 2:1      | Hrafnkell Freysgoði  |
| 28.05.1986 | UMF Tindastóll          | 8:1      | Magni Grenivík       |
| 28.05.1986 | Völsungur Húsavík       | 0:1      | KA Akureyri          |
| 28.05.1986 | Vikverji Reykjavík      | 9:0      | UMF Skallagrímur     |
| 28.05.1986 | Leiftur Ólafsfjörður    | 3:2      | Vaskur Akureyri      |
| 28.05.1986 | UMF Afturelding         | 2:3      | UMF Grindavík        |
| 28.05.1986 | Fylkir Reykjavík        | 5:0      | Hafnir Keflavík      |
| 28.05.1986 | UMF Grundarfjörður      | 2:3      | HV Ísafjörður        |
| 28.05.1986 | UMF Njarðvík            | 1:2      | Árvakur Reykjavík    |
| 28.05.1986 | Víkingur Reykjavík      | 13:10    | Augnablik Kópavogur  |
| 28.05.1986 | UMF Stjarnan            | 9:0      | Léttir Reykjavík     |

## 2. Runde
| Datum      |                      | Ergebnis              |                      |
| ---------- | -------------------- | --------------------- | -------------------- |
| 10.06.1986 | Vikverji Reykjavík   | 2:0                   | Skotfélag Reykjavík  |
| 10.06.1986 | Fylkir Reykjavík     | 9:0                   | HV Ísafjörður        |
| 10.06.1986 | Víkingur Reykjavík   | 2:1                   | UMF Stjarnan         |
| 10.06.1986 | Haukar Hafnarfjörður | 0:3                   | IK Kópavogur         |
| 11.06.1986 | Valur Reyðarfjörður  | 1:0                   | UMF Einherji         |
| 11.06.1986 | ÍR Reykjavik         | 2:1                   | þróttur Reykjavík    |
| 11.06.1986 | KS Siglufjarðar      | 2:2 n. V. (4:2 i. E.) | UMF Tindastóll       |
| 11.06.1986 | UMF Grindavík        | 2:1                   | UMF Víkingur         |
| 11.06.1986 | Árvakur Reykjavík    | 1:2                   | Hamar Hveragerði     |
| 11.06.1986 | Reynir Sandgerði     | 4:2                   | Ármann Reykjavík     |
| 11.06.1986 | Austri Eskifjörður   | 4:0                   | þróttur Norðfjörður  |
| 11.06.1986 | KA Akureyri          | 0:1                   | Leiftur Ólafsfjörður |

## 3. Runde
| Datum      |                      | Ergebnis              |                     |
| ---------- | -------------------- | --------------------- | ------------------- |
| 01.07.1986 | Vikverji Reykjavík   | 1:4                   | Hamar Hveragerði    |
| 01.07.1986 | UMF Grindavík        | 2:0                   | ÍR Reykjavik        |
| 01.07.1986 | Austri Eskifjörður   | 4:1                   | Valur Reyðarfjörður |
| 02.07.1986 | Leiftur Ólafsfjörður | 0:0 n. V. (4:5 i. E.) | KS Siglufjarðar     |
| 02.07.1986 | Reynir Sandgerði     | 0:4                   | Víkingur Reykjavík  |
| 02.07.1986 | Fylkir Reykjavík     | 2:1                   | IK Kópavogur        |

## Achtelfinale
Teilnehmer: Die sechs Sieger der 3. Runde und die zehn Teams der 1. deild 1986.
| Datum      |                    | Ergebnis |                      |
| ---------- | ------------------ | -------- | -------------------- |
| 09.07.1986 | Hamar Hveragerði   | 0:5      | ÍA Akranes           |
| 09.07.1986 | KR Reykjavík       | 3:0      | þór Akureyri         |
| 09.07.1986 | Víðir Garði        | 0:1      | ÍB Keflavík          |
| 09.07.1986 | Austri Eskifjörður | 1:2      | FH Hafnarfjörður     |
| 09.07.1986 | ÍBV Vestmannaeyja  | 0:2      | Breiðablik Kópavogur |
| 09.07.1986 | Fylkir Reykjavík   | 0:1      | Fram Reykjavík       |
| 09.07.1986 | KS Siglufjarðar    | 1:2      | Víkingur Reykjavík   |
| 09.07.1986 | UMF Grindavík      | 2:6      | Valur Reykjavík      |

## Viertelfinale
| Datum      |                      | Ergebnis              |                 |
| ---------- | -------------------- | --------------------- | --------------- |
| 23.07.1986 | FH Hafnarfjörður     | 0:1                   | ÍB Keflavík     |
| 23.07.1986 | KR Reykjavík         | 2:6                   | Fram Reykjavík  |
| 23.07.1986 | Víkingur Reykjavík   | 0:3                   | Valur Reykjavík |
| 23.07.1986 | Breiðablik Kópavogur | 2:2 n. V. (4:5 i. E.) | ÍA Akranes      |

## Halbfinale
| Datum      |                | Ergebnis |                 |
| ---------- | -------------- | -------- | --------------- |
| 13.08.1986 | Fram Reykjavík | 2:0      | ÍB Keflavík     |
| 13.08.1986 | ÍA Akranes     | 3:1      | Valur Reykjavík |

## Finale
| Paarung        | ÍA Akranes – Fram Reykjavík |
| Ergebnis       | 2:1 (0:0) |
| Datum          | 31. August 1986 |
| Stadion        | Laugardalsvöllur, Reykjavík |
| Zuschauer      | 4.486 |
| Schiedsrichter | Eysteinn Guðmundsson |
| Tore           | 0:1 Pétur Ormslev (50.) 1:1 Pétur Pétursson (73.) 2:1 Pétur Pétursson (90.) |
| ÍA Akranes     | Birkir Kristinsson, Gudjon þordarson, Sigurður Jonsson, Olafur þorðarson, Sveinbjorn Hakonarson, Julius Petur Ingolfsson, Gudbjorn Tryggvason, Heimir Guðmundsson (65. Arni Sveinsson), Valgeir Bardason, Pétur Pétursson. |
| Fram Reykjavík | Fridrik Fridriksson, Ormarr Orlygsson, Vidar þorkelsson, þorsteinn þorsteinsson, Jon Sveinsson, Steinn Guðjonsson, Gauti Laxdal, Pétur Ormslev, Kristinn R. Jonsson, Guðmundur Steinsson, Guðmundur Torfason.              |